# Rulon Gardner
Rulon E. Gardner (* 16. srpna 1971) je bývalý americký zápasník – volnostylař, klasik a profesionální MMA bojovník, olympijský vítěz z roku 2000.

## Sportovní kariéra
Narodil se jako nejmladší z devíti dětí do mormonské rodiny. Vyrůstal na rodinné farmě v údolí Star Valley ve Wyomingu. Od mala se účastnil zápasnického turnaje na místních slavnostech. Zápasení v americkém školním zápasu se systematicky věnoval od svých 12 let se vstupem na druhý stupeň základní školy v rodném Aftonu. S olympijským volným stylem, který se od amerického školního zápasu liší pouze v detailech se seznámil v Lincolnu jako člen nebraského univerzitního týmu Huskers. Členem americké volnostylařské reprezentace byl od roku 1993 v nejtěžší váze do 130 kg. V roce 1994 sice zvítězil na panamerických hrách ve volném stylu, ale v domácí konkurenci na nejlepší volnostylaře v čele s Brucem Baumgartnerem nestačil. S blížícími domácími olympijskými hrami v Atlantě v roce 1996 se proto soustředil na ve Spojených státech opomíjený (druhořadý) zápas řecko-římský. Od roku 1995 se připravoval v pod vedením olympijského vítěze Steva Frasera v Colorado Springs.
V roce 1996 neuspěl v americké olympijské nominaci pro účast na olympijských hrách v Atlantě na úkor Matta Ghaffariho. Do olympijské kvalifikace vůbec nezasáhl, na před turnajové vážení se dostavil pozdě a byl diskvalifikován. V dalším olympijském období s Ghaffarim soutěžil o post reprezentační jedničky. V roce 2000 Ghaffariho při americké olympijské nominaci porazil a zajistil si účast na olympijských hrách v Sydney. Do Sydney přijel velmi dobře připraven, především na fenomenálního Rusa Alexandra Karelin. Se svým tréninkovým týmem v čele s Fraserem trávil hodiny studiem videí a nácvikem vhodné taktiky jak proti Karelinovi uspět. Jeho tým mu vštěpoval, že Karelin již není neporazitelný, je pomalejší a jeho pověstné kladivo není co bývalo. Většina soupeřů Karelina totiž šla na žíněnku psychicky poražena a aby je kladivo příliš nebolelo. Hlavním taktikou bylo Karelin unavit. Nejprve se však ke Karelinovi musel probojovat. V základní skupině se mu vyhnul. Do čtyřčlenné základní skupiny dostal hratelné soupeře. Takticky zvládl zápas o postup s Italem Giuseppe Giuntou a postoupil přímo do semifinále proti Jurim Jevsejčykovi z Izraele. V zápase s Jevsejčykem se naplno projevila jeho přednost, přirozená fyzická výdrž. Za nevýhodného stavu 0:2 v poslední minutě základní hrací doby nepolevil v náporu, vyrovnal a v prodloužení unaveného soupeře vytlačil ze žíněnky. Ve finále nastoupil proti Karelinovi. Od první sekundy zápasu si hlídal soupeře v úchopu až do té míry, že ho rozhodčí poslal po minutě za pasivitu do parteru. Karelin se připravil ke svému kladivu, ale přes jeho mohutný hrudník (140 cm) ho nepřetočil. S přibývajícími minutami a únavou se zápas v boji o úchop vyrovnával. Jeho taktikou však bylo neútočit a čekat na chybu. Po první půli rozhodčí za pasivitu obou nařídil klinč, kdy se oba soupeři chytili stejným úchopem za zády jeden druhého. Při této soutěži přinutil Karelina ke ztrátě úchopu a dostal se do bodového vedení 1:0. Zbytek hrací doby nepolevil v koncentraci a trpělivě si hlídal stále unavenějšího soupeře v úchopu. Po prodloužení (6 + 3 minut) mohl slavit zisk senzační zlaté olympijské medaile.
Po svém triumfu zůstal věrný olympijskému zápasu, byť měl nabídky od promotérů profesionálních soutěží. V roce 2002 měl zdravotní problémy způsobené jeho sníženým pudem sebezáchovy, kdy s oblibou vyhledává extrémní životní situace. Kvůli omrzlinám přišel o jeden prst na noze. V roce 2004 uspěl v americké olympijské kvalifikaci pro účast na olympijských hrách v Athénách. V základní skupině takticky zvládl zápas se Sergejem Murejkem z Bulharska a postoupil do semifinále proti Giorgi Curcumijovi z Kazachstánu. Semifinále s Curcumijou skončilo po základní hrací době 1:1. V prodloužení nezachytil hned v úvodu soupeřův strh za tři body a prohrál 1:4 na body. V boji o třetí místo porazil Íránce Sadžáda Barzího a získal bronzovou olympijskou medaili. Vzápětí se rozloučil se zápasnickou žíněnkou. Věnuje se trenérské práci.

### Výsledky

#### Zápas řecko-římský
| Turnaj                  | 1997 | 1998 | 1999 | 2000 | 2001 | 2002 | 2003 | 2004 |
| Turnaj                  | 26   | 27   | 28   | 29   | 30   | 31   | 32   | 33   |
| Turnaj                  | -130 | -130 | -130 | -130 | -130 | -120 | -120 | -120 |
| ----------------------- | ---- | ---- | ---- | ---- | ---- | ---- | ---- | ---- |
| Olympijské hry          |      |      |      | 1.   |      |      |      | 3.   |
| Mistrovství světa       | 5.   | —    | —    |      | 1.   | —    | úč.  |      |
| Panamerické hry         |      |      | —    |      |      |      | 2.   |      |
| Panamerické mistrovství | 2.   | 1.   |      | 1.   | —    | —    | —    | —    |

## Profesionální kariéra
V roce 2004 se v rámci silvestrovské show "Shockwave 2004" konané v Saitamě objevil v zápase na téma judo vs. wrestling s Japoncem Hidehiko Jošidou. V roce 2005 podepsal smlouvu s menší americkou soutěží "Real Pro Wrestling". Mezi profesionální zápasníky se výrazně neprosadil.